# Hato Jaszuhiro
Hato Jaszuhiro (Minamiavadzsi, 1976. május 4. –) japán válogatott labdarúgó.
A japán válogatott tagjaként részt vett a 2001-es konföderációs kupa.

## Statisztika
| Japán válogatott | Japán válogatott | Japán válogatott |
| Időszak          | Mérk.            | gól              |
| ---------------- | ---------------- | ---------------- |
| 2001             | 10               | 0                |
| 2002             | 5                | 0                |
| Összesen         | 15               | 0                |